# Bogislaw Christian Karl von Kurnatowski
Bogislaw Christian Karl von Kurnatowski (* 3. April 1754 auf Feuerstein bei Lissa, Großpolen; † 5. Oktober 1826 in Königsberg) war ein preußischer Generalmajor und zuletzt Kommandant der Festung Königsberg.

## Leben

### Herkunft
Seine Eltern waren der Landedelmann Maximilian von Kurnatowski und dessen Ehefrau Helene Luise, geborene von Lossow. Sein Bruder Franz Alexander war Junker im Husarenregiment Nr. 8.

### Militärkarriere
Kurnatowski wurde im Jahr 1779 als Gefreitenkorporal im Infanterieregiment „von Billerbeck“ der Preußischen Armee angestellt. Am 30. September 1784 kam er als Sekondeleutnant in das Grenadierbataillon „Baehr“. Nach Auflösung der Grenadierbataillone wurde Kurnatowski am 1. Juni 1787 in das Füsilierbataillon Nr. 12 (1. Ostpreußische Füsilier-Brigade) versetzt und dort am 30. Mai 1790 zum Premierleutnant befördert. Am 15. Januar 1795 folgte als Stabskapitän seine Versetzung in das Füsilierbataillon Nr. 11, wo Kurnatowski am 4. Februar 1800 zum Kapitän und Kompaniechef aufstieg. Im Vierten Koalitionskrieg wurde er im Gefecht bei Waltersdorf verwundet, kämpfte aber später wieder bei Königsberg.
Nach dem Frieden von Tilsit wurde Kurnatowski nicht entlassen, sondern konnte auf eigenes Betreiben in preußischen Diensten bleiben. Er wurde am 21. August 1807 zum Major befördert und am 22. Januar 1808 zum Kommandeur des Füsilier-Bataillons im 1. Ostpreußische Infanterie-Regiment ernannt. Am 15. Februar 1810 übernahm er das I. Bataillon. Während des Feldzuges von 1812 nahm Kurnatowski an den Gefechten bei Bärenkrug, Eckau, Mesothen und Ruhenthal teil. In den Befreiungskriegen kämpfte er in den Schlachten bei Großgörschen, Bautzen, Katzbach, Leipzig sowie in den Gefechten bei Merseburg, Colditz, Königswartha (verwundet), Haynau, Löwenberg, Goldberg und Freyburg an der Unstrut. Ferner nahm er am Übergang bei Wartenburg teil sowie an den Gefechten bei St. Dizier, La Chaussee, Chalons, Chateau Thierry, dann auch den Schlachten bei Laon und Paris. In der Zeit wurde er am 11. August 1813 Oberstleutnant mit Patent zum 25. August 1813 sowie am 3. April 1814 Oberst. Außerdem avancierte Kurnatowski am 24. August 1814 zum Kommandeur des 1. Infanterie-Regiments. In Bautzen hatte er sich das Eiserne Kreuz II. Klasse erworben, für Paris erhielt er das Kreuz I. Klasse, den Russischen St. Stanislaus-Orden II. Klasse sowie den Orden des Heiligen Wladimir III. Klasse.
Nach dem Krieg wurde Kurnatowski am 1. April 1817 mit einem Gehalt von 1200 Talern und zwei Rationen als Kommandant nach Königsberg versetzt. Am 6. Juni 1818 wurde er zum Generalmajor befördert und im gleichen Jahr erhielt er dazu den Russischen Orden der Heiligen Anna. Am 24. Juli 1825 bekam er noch das Dienstkreuz, bevor er am 5. Oktober 1826 in Königsberg starb.

### Familie
Kurnatowski heiratete 1790 Karoline von Rhein (* 1775), die Ehe wurde aber am 25. Juni 1819 geschieden. Aus der Ehe gingen folgende Kinder hervor:
- Friedrike Amalie (* 1793; † 2. November 1807)
- Karl (* 1795), gestorben an den bei Großgörschen erhaltenen Wunden
- Amalie Wilhelmine Franziska (* 24. November 1797)
- Mathilde Karoline (* 15. September 1802)